# Baie de Grand Port
La baie de Grand Port est une baie formée par la côte est-sud-est de l'île Maurice, dont elle constitue une partie du lagon. Elle abrite la ville de Grand Port, qui lui a donné son nom, mais aussi plusieurs petites îles toutes dépendantes de la république de Maurice, parmi lesquelles l'île aux Aigrettes et l'île de la Passe. Elle fut le théâtre de l'une des principales batailles navales livrées dans l'océan Indien au début du XIXe siècle, la bataille de Grand Port.

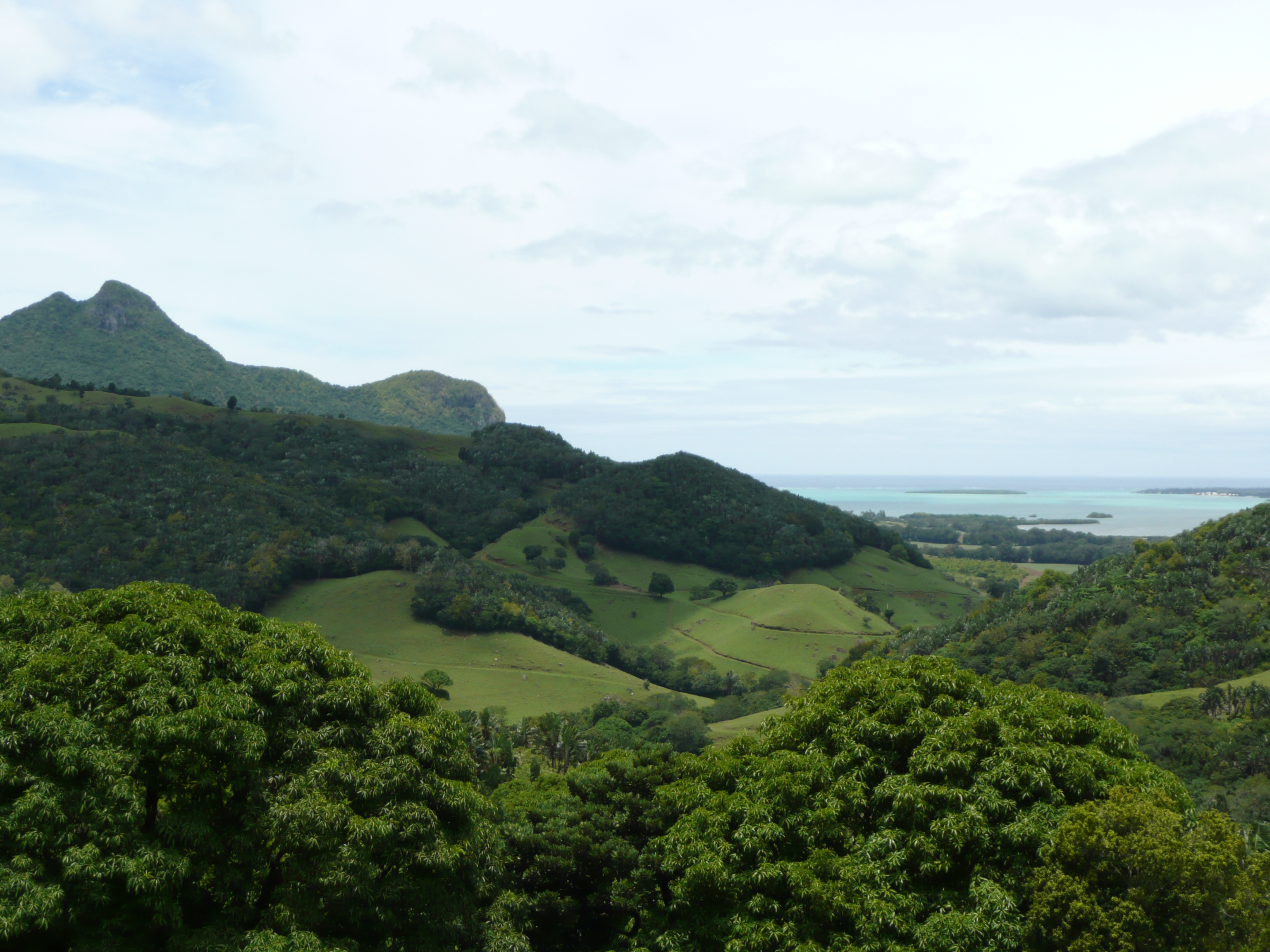
La vallée de Ferney à Maurice, avec vue sur la baie de Grand Port.